# Peterborough (Victoria)
Peterborough ist ein kleiner Ort an der Great Ocean Road in Victoria, Australien, der vom Tourismus und vom Fischfang lebt. Die Ortschaft ist 235 Kilometer von Melbourne und 54 Kilometer vom Warrnambool entfernt und liegt an der Shipwreck Coast. 2016 hatte der Ort 247 Einwohner. Westlich von Peterborough beginnt der Bay of Islands Coastal Park, der sich bin nach Warrnambool zieht. Östlich von Peterborough liegt der Port-Campbell-Nationalpark mit Sehenswürdigkeiten wie beispielsweise  Twelve Apostles und London Arch.

## Geschichte
Dass Aborigines in diesem Gebiet seit Jahrtausenden gelebt haben, bezeugen historische Abfallgruben und Muschel- und Schneckenschalen im Westen von Peterborough. Nach mündlichen Überlieferungen des Aborigines-Stammes der Kirrae-Wurrong kam es dort zu einem Massaker an Aborigines, wobei die Männer von der Klippe getrieben und die fliehenden Frauen und Kinder im naheliegenden Sumpf getötet wurden. Dies geschah in der Massacre Bay, einem Teil der Bay of Martyrs.
Es wird angenommen, dass der Ort entstand, als 1855 der Schoner SS Schomburg am heute sogenannten Schomburg Rock vor der Küste Schiffbruch erlitt. Einige der Leute, die kamen, um das Wrack zu sehen, sollen sich dort niedergelassen haben. Ein Post Office wurde allerdings erst am 10. April 1890 eingerichtet.
Im Küstenbereich von Peterborough gingen im Verlauf der Jahre weitere Schiffe unter, wie 1877 der Schooner Young Australia, wobei kein Menschenleben zu beklagen war und fünf Jahre später einen Kilometer östlich die Newfield, wobei mehrere Männer und der Kapitän ihr Leben ließen und auf dem Friedhof von Port Campbell beerdigt wurden. Die Falls of Halladale lief 1908 in heftigem Nebel auf Grund und ging samt Fracht verloren.

## Heute
Peterborough besitzt zwei öffentliche Tennisplätze und Strände sowie einen Golfplatz mit neun Löchern an der Schomberg Road.
Peterborough hat einen Caravanpark, den Great Ocean Road Touristic Park.